# Fakulteta za matematiko in naravne vede v Kölnu
Fakulteta za matematiko in naravne vede v Kölnu (nemško Mathematisch-Naturwissenschaftliche Fakultät) je fakulteta, ki deluje v okviru Univerze v Kölnu in je bila ustanovljena leta 1955.